# Belovo (Bulgarije)
Belovo (Bulgaars: Белово) is een stad en een gemeente in de Bulgaarse oblast Pazardzjik. Belovo is de hoofdplaats van de gelijknamige gemeente Belovo. Op 31 december 2019 telde de stad Belovo 3.315 inwoners en de gemeente Belovo zo'n 7.460 inwoners. De stad ligt 25 km ten westen van Pazardzjik en 78 km ten zuidoosten van Sofia.

## Geografie
Belovo ligt in een bergachtig gebied tussen de volgende gebergten: het Rilagebergte, het Rodopegebergte en de Anti-Balkan. De rivier de Maritsa verdeelt de stad in tweeën. Het hoogste punt is de Belmekenpiek op 2626 meter hoogte.
De gemeente Belovo grenst aan de onderstaande gemeenten:
- in het oosten - gemeente Septemvri;
- in het zuiden - gemeente Velingrad;
- in het zuidwesten - gemeente Jakoroeda, oblast Blagoevgrad;
- in het noordwesten - gemeente Kostenets, oblast Sofia.

## Bevolking
De stad Belovo groeide in de periode 1934-1975 van 2.114 personen tot een recordhoogte van 5.287 personen. Sindsdien neemt het inwonersaantal af. Op 31 december 2019 telde de stad Belovo 3.315 inwoners. De gemeente Belovo bereikte in 1965 een hoogtepunt van 15.021 inwoners, terwijl dit aantal per 2019 gehalveerd is tot 7.460 personen.
| Jaar     | 1934   | 1946   | 1956   | 1965   | 1975   | 1985   | 1992   | 2001   | 2011  | 2019  |
| Stad     | 2 114  | 2 422  | 3 589  | 4 411  | 5 287  | 5 266  | 5 023  | 4 578  | 3 911 | 3 315 |
| Gemeente | 12 416 | 13 405 | 14 184 | 15 021 | 14 724 | 14 191 | 12 428 | 11 069 | 8 891 | 7 460 |

## Gemeente Belovo
De gemeente Belovo heeft een oppervlakte van 346 km² en bestaat uit acht nederzettingen: stad Belovo en zeven nabijgelegen dorpen: Akandzjievo, Gabrovitsa, Goljamo Belovo, Dabravite, Menekjovo, Momina Klisoera and Sestrimo.

## Zustersteden
Belovo is verzusterd met de volgende steden:
- Skotoussa, Griekenland
- Nevinnomyssk, Rusland